# 本間精

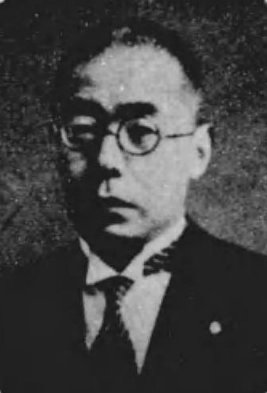
本間精

本間 精（ほんま きよし、1895年8月1日 - 1948年9月1日）は、昭和時代の内務・警察官僚。官選の秋田県知事、岡山県知事、福岡県知事。

## 経歴
本間啓太郎（農林省勅任技師）の長男として生まれる。横浜一中、第二高等学校を経て、1919年（大正8年）7月、東京帝国大学法学部法律学科（独法）を卒業。同年9月、大学院に進み経済行政を専攻した。
1920年（大正9年）7月、神奈川県属となり内務部地方課に配属。同年10月、高等試験行政科試験に合格。1921年（大正10年）8月、神奈川県警視に就任し、以後、沖縄県内務部学務課長、山口県内務部学務兵事課長、群馬県書記官・警察部長、山口県書記官・警察部長、長崎県書記官・警察部長、栃木県内務部長、広島県書記官・内務部長、警視庁警務部長、北海道庁総務部長などを歴任。
1937年（昭和12年）から翌年まで秋田県知事、1938年（昭和13年）7月から内務省警保局長、1939年（昭和14年）1月から岡山県知事を務める。再度の警保局長を経て、1940年（昭和15年）4月9日から1943年（昭和18年）7月1日まで福岡県知事を務める。
1944年（昭和19年）4月、大政翼賛会団体局長となり、大日本翼賛壮年団副団長を経て、1945年（昭和20年）6月、関東甲信越地方副総監に就任。同年11月に廃官となり失職し、弁護士登録を行う。1947年（昭和22年）9月に公職追放となった。

## 親族
- 弟 本間誠（陸軍大佐）・本間博（日立製作所副社長）